# Municipio de Deerfield (condado de Livingston)
El municipio de Deerfield (en inglés: Deerfield Township) es un municipio ubicado en el condado de Livingston en el estado estadounidense de Míchigan. En el año 2010 tenía una población de 4170 habitantes y una densidad poblacional de 42,77 personas por km².

## Geografía
El municipio de Deerfield se encuentra ubicado en las coordenadas 42°44′48″N 83°51′57″O / 42.74667, -83.86583. Según la Oficina del Censo de los Estados Unidos, el municipio tiene una superficie total de 97.49 km², de la cual 93.68 km² corresponden a tierra firme y (3.9%) 3.8 km² es agua.

## Demografía
Según el censo de 2010, había 4170 personas residiendo en el municipio de Deerfield. La densidad de población era de 42,77 hab./km². De los 4170 habitantes, el municipio de Deerfield estaba compuesto por el 97.07% blancos, el 0.26% eran afroamericanos, el 0.6% eran amerindios, el 0.58% eran asiáticos, el 0.07% eran isleños del Pacífico, el 0.1% eran de otras razas y el 1.32% pertenecían a dos o más razas. Del total de la población el 1.34% eran hispanos o latinos de cualquier raza.